# Michael Frauenberger
Michael Frauenberger (* 12. November 1934 in Eisenach; † 21. Juli 2018 in Boppard) war ein deutscher Genealoge, Kommunalpolitiker und Kaufmann.

## Leben
Frauenbergers Eltern waren der Kapellmeister Rudolf Frauenberger und dessen Frau Gertrude, geb. Stammer. Die Familie lebte in Österreich. Michael Frauenberger studierte Rechts- und Politikwissenschaften an den Universitäten Innsbruck und Wien, wo er 1960 promoviert wurde.
Anschließend arbeitete er als Versicherungsjurist in Bonn, bevor er 1963 die Leitung des Familienbetriebs, des Textilhauses Stammer in Boppard übernahm, die er bis 1995 innehatte. Frauenberger engagierte sich in dieser Zeit für die CDU in der Kommunalpolitik; er saß im Stadtrat von Boppard und war von 1984 bis 1989 Mitglied des Kreistags Rhein-Hunsrück. 1967 erhielt er die deutsche Staatsbürgerschaft.
Frauenbergers besonderes Interesse galt der Genealogie. Er erstellte verschiedene Familienbücher und veröffentlichte zahlreiche weitere familiengeschichtliche Werke.

## Veröffentlichungen
- Die Finanzwirtschaft der Erzdiözese Wien. Herder, Wien 1962 (Kirche und Recht; 1) (Zugl.: Wien, Univ., Diss., 1960).
- Inhaltsverzeichnis zum ev[angelischen] Kirchenbuch Bell. Selbstverlag, Boppard 1981.
- Inhaltsverzeichnis zum ev[angelischen] Kirchenbuch Kastellaun. Selbstverlag, Boppard 1981.
- Inhaltsverzeichnis zu den evang[elischen] Kirchenbüchern von Gödenroth und Roth. Selbstverlag, Boppard 1981.
- Die Bewohner der Dörfer des Oberamts Simmern. 2 Bde. Selbstverlag, Boppard 1983.
- Familienbuch der Pfarrei Macken: 1641–1798. Boppard 1983
- Familienbuch der Pfarrei Herschwiesen. Boppard 1983.
- Familienbuch der Pfarrei Halsenbach. Boppard 1983.
- Familienbuch der Pfarrei Beulich. Boppard 1983.
- Familienbuch der Pfarrei Salzig. Boppard 1984.
- Familienbuch der Pfarrei Gondershausen. Boppard 1984.
- Familienbuch der katholischen Pfarrei Sevenich 1665–1798: mit den reformierten Einwohnern von Heyweiler aus der reformierten Pfarrei Gödenroth. Boppard 1985.
- Gemeinsames Familienbuch der kath[olischen] und luth[erischen] Pfarreien Bickenbach, Norath, Pfalzfeld, Badenhard. 2 Bde., Selbstverlag, Boppard 1985.
- Familienbuch der katholischen Pfarrei Hirzenach: mit den lutherischen Einwohnern von Holzfeld und der lutherischen Pfarrei Werlau-Holzfeld. Boppard 1985.
- Familienbuch für das Dorf Biebernheim: 1630–1798. Selbstverlag, Boppard 1986.
- Familienbuch der katholischen Pfarrei Kestert: 1663–1800. Boppard 1986.
- Familienbuch der Pfarrei Osterspai: 1555–1800. Boppard 1986.
- Familienbuch der Pfarrei Wellmich: 1639–1800. Boppard 1986.
- Familienbuch für das Dorf Werlau 1543–1798. 1986.
- Familienbuch der katholischen Pfarrei St. Goar: 1652–1798. 2 Bde., Selbstverlag, Spay 1993.
- Familienbuch der katholischen Pfarrei Biebern: 1726–1798. Selbstverlag, Boppard 1993.
- Familienbuch der katholischen Pfarrei Ravengiersburg: 1699–1801. Selbstverlag, Boppard 1993.
- Familienbuch der katholischen Pfarrei Rayerschied 1720–1798. Boppard 1993.
- Familienbuch der katholischen Pfarrei Laubach: 1699–1798. Boppard 1993.
- Familienbuch der katholischen Pfarrei Rheinböllen: 1695–1799. Selbstverlag, Boppard 1994.
- Familienbuch der katholischen Pfarrei Simmern: 1686–1798. Selbstverlag, Boppard 1994.
- Familienbuch der katholischen Pfarrei Schnorbach: 1697–1798. Boppard 1994.
- Familienbücher der reformierten Pfarreien Pleizenhausen 1720–1798 und Kisselbach 1716–1798. Boppard 1995.
- Gemeinsames Familienbuch der reformierten Pfarreien Rheinböllen 1700–1798 und Ellern 1744–1798 und Familienbuch der reformierten Filiale Mörschbach 1713–1798. Selbstverlag, Boppard 1995.
- Familienbücher für die reformierten Pfarreien/Filialen Holzbach (1720–1789), Ohlweiler(1724–1798), Ravengiersburg (1745–1798). Selbstverlag, Boppard 1995.
- Familienbücher der reformierten Pfarreien Horn (1720–1798), Laubach/Bubach (1720–1798). Selbstverlag, Boppard 1995.
- Familienbuch der reformierten Pfarreien Pleizenhausen 1720–1798 und Kisselbach 1716–1798. Boppard 1995.
- Familienbuch der reformierten Pfarrei Sargenroth: 1730–1798. Selbstverlag, Boppard 1997.
- Familienbuch der lutherischen Pfarrei Alterkülz 1647,1702–1798. Selbstverlag, Boppard 1997.
- Familienbuch der reformierten Pfarrei Neuerkirch-Biebern: 1720–1798. Selbstverlag, Boppard 1997.
- Bürgerbücher für das Amt Kastellaun (1568–1798). E. Pies, Dommershausen
  - Bd. 2: Die lutherischen Pfarreien Alterkülz (mit Michelbach und teilweise Neuerkirch), Bell (mit Hasselbach, Hundheim, Krastel, Leideneck, Spesenroth, Völkenroth und Wohnroth), Gödenroth (mit Heyweiler), Roth (mit Hollnich) und Uhler ab 1701. 1999 (Kastellaun in der Geschichte; 6), ISBN 3-928441-38-8.
- Familienbuch Roth: 1568–1798. Selbstverlag, Boppard 1999.
- Familienbuch Gödenroth. 1999
- mit Michael Minning: Bopparder Bürgerbuch. Geschichtsverein für Mittelrhein und Vorderhunsrück, Boppard 1999–2013.
  - Bd. 1: Die alte Stadt Boppard, 1569–1800, Boppard 1999, ISBN 3-00-004429-9.
  - Bd. 2: Die Ortsbezirke Bad Salzig und Weiler sowie Hirzenach, Holzfeld und Rheinbay. Boppard 2001, ISBN 3-00-008229-8.
  - Bd. 3: Die Ortsbezirke Buchholz, Herschwiesen, Oppenhausen und Undenhausen. Boppard 2003, ISBN 3-00-011927-2.
  - Bd. 4: Die alte Stadt Boppard 1800–1900. Boppard 2013, ISBN 978-3-00-024602-9.
- Die Bewohnerinnen und Bewohner des Oberamtes Simmern. Hunsrücker Geschichtsverein, Simmern.
  - Bd. 1: Die katholischen Pfarreien. 2001 (Schriftenreihe des Hunsrücker Geschichtsvereins; 33,1), ISBN 978-3-9807919-0-8.
  - Bd. 2: Die reformierten Pfarreien. 2001 (Schriftenreihe des Hunsrücker Geschichtsvereins; 33,2), ISBN 978-3-9807919-0-8.